# Cratere Carducci
Carducci è un cratere d'impatto presente sulla superficie di Mercurio, a 36,54° di latitudine sud e 90,56° di longitudine ovest. Il suo diametro è pari a 108,19 km.
Il cratere è stato battezzato dall'Unione Astronomica Internazionale in onore del poeta italiano Giosuè Carducci.